# Anastasia (Musical)

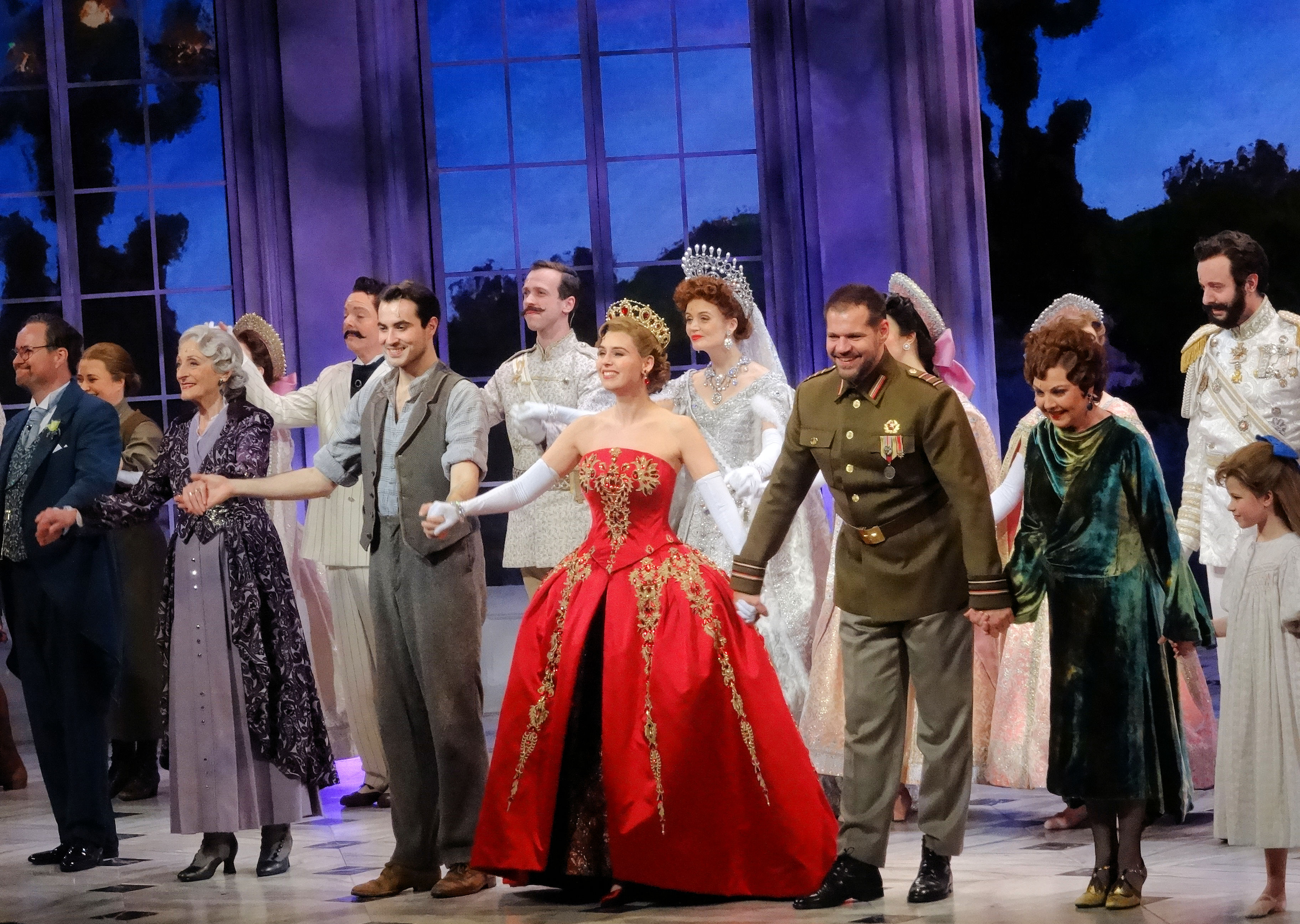
Anastasia in den Niederlanden (2020)

Anastasia ist ein Musical von Stephen Flaherty, Lynn Ahrens und Terrence McNally, das lose auf dem gleichnamigen Zeichentrickfilm aus dem Jahr 1997 basiert. Behandelt wird der Mythos, dass die russische Zarentochter Anastasia als einzige die Ermordung der Familie Romanow überlebt habe. Nach der Oktoberrevolution setzt die Großfürstin Maria Fjodorowna eine hohe Belohnung für die Auffindung ihrer Enkelin aus. Um sich das Geld zu erschleichen, suchen die beiden Betrüger Dimitry und Vlad Popov nach einem Double der Zarentochter. Dabei treffen sie die unter Amnesie leidende Straßenkehrerin Anya, die Anastasia zum Verwechseln ähnlich sieht und auf der Suche nach ihrer Vergangenheit und ihrer Familie ist.

## Die Handlung

### Prolog
Im Jahr 1907 gibt Großfürstin Maria Fjodorowna, die nach Paris zieht, ihrer sechsjährigen Enkelin Anastasia als Abschiedsgeschenk eine Spieldose („Prologue: Once Upon a December“). Zehn Jahre später findet während eines Balls ein Angriff der Bolschewiki auf den Palast statt („The Last Dance of the Romanows“). Als die Zarenfamilie versucht zu fliehen und Anastasia ihre Spieldose mitnehmen will, wird sie niedergeschossen. Wie ihre Familie wird sie für tot erklärt.

### Erster Akt
Der erste Akt findet in Russland statt. Sankt Petersburg wurde gerade in Leningrad umbenannt und General Gleb Vaganov von den Bolschewiki verspricht eine glorreiche Zukunft. Dennoch kursieren nach wie vor Gerüchte, dass Anastasia die Ermordung ihrer Familie überlebt hat. Ihre Großmutter Maria Fjodorowna in Paris lobt eine Belohnung für ihre Auffindung aus. Daraufhin beschließen die beiden Betrüger Dimitry und Vlad Popov, eine junge Frau darauf zu trainieren, Anastasia zu verkörpern und die Belohnung einzustreichen („A Rumor in St Petersburg“). Als sie keine passende Kandidatin finden können und bereits aufgeben wollen, werden sie von der Straßenkehrerin Anya kontaktiert, die Papiere braucht, um nach Paris zu reisen. Die junge Frau leidet unter Amnesie und erinnert sich vage daran, schon einmal im Jussopow-Palast gewesen zu sein („In My Dreams“). Da sie Anastasia sehr ähnlich sieht, beschließen Dmitry und Vlad, sie als die Zarentochter auszugeben. Der Plan wird von drei verbitterten Schauspielerinnen an Gleb Vaganov verraten („The Rumors Never End“).
Anya erhält von Dmitry und Vlad Unterricht in Geschichte, Etikette und Tanzen und ist nach einigen Monaten bereit zur Reise nach Paris („Learn to Do It“). Bevor sie abreisen können, wird Anya jedoch von Gleb verhaftet. Er warnt sie davor, Anastasia zu verkörpern und offenbart ihr, dass sein Vater damals die Romanows erschoss. Trotz seines Beharrens, dass Anastasia tot ist, gibt er zu, dass Anya die „Romanow-Augen“ hat. Da er sich zu ihr hingezogen fühlt, lässt er sie mit einer Verwarnung laufen („The Neva Flows“). Als sie Dmitry findet, werden die beiden von seinen alten Gaunerkumpanen angegriffen („The Neva Flows Reprise“). Nach dem gemeinsamen Kampf erzählt er ihr, dass sein Vater gegen die Bolschewiki kämpfte und in einem ihrer Lager umgebracht wurde. Auch seine Mutter ist tot und er musste lernen, für sich selbst zu sorgen („My Petersburg“). Er zeigt Anya eine Spieldose, die ihm während der Oktoberrevolution in die Hände fiel, die er aber nie öffnen konnte. Es handelt sich um Maria Fjodorownas Abschiedsgeschenk an Anastasia. Ohne Schwierigkeiten öffnet Anya die Spieluhr und beginnt sich vage an einen Ball der Zarenfamilie zu erinnern („Once Upon a December“). Im Gegenzug zeigt sie Dmitry einen Diamanten, der in ihr Kleid eingenäht war, als sie gefunden wurde („A Secret She Kept“). Sie gibt Dmitry und Vlad den Stein, um Fahrkarten nach Paris bezahlen zu können.
Auf dem Bahnhof erkennt Graf Ipolitov Anya als Anastasia und küsst ihr die Hand. Sie nehmen Abschied von Russland („Stay, I Pray You“) und besteigen den Zug nach Paris. Auf der Fahrt führt sich jeder der drei vor Augen, was sie sich von der Reise erhoffen. Anya wünscht sich, wirklich Anastasia zu sein, Dmitry will die Belohnung und Vlad hofft auf ein Wiedersehen mit seiner alten Flamme, Gräfin Lily Malevsky-Malevitch, einer Zofe Maria Fjodorownas („We’ll Go From There“). Auf der Reise werden sie jedoch von der Polizei gefunden, die sie als Kriminelle sucht. Graf Ipolitov wird erschossen und Anya erleidet aufgrund des Schusswechsels einen Zusammenbruch. Dmitry kümmert sich um sie und flüchtet gemeinsam mit ihr und Vlad aus dem Zug. Sie setzen ihre Reise nach Frankreich zu Fuß fort. Inzwischen erhält Gleb von seinem Vorgesetzten Gorlinsky den Befehl, Anya zu folgen und sie zu töten („Travelling Sequence“). Gehorsam macht Gleb sich auf den Weg, kämpft jedoch mit seinem Gewissen und seinen romantischen Gefühlen für Anya („Still“). Kurz vor ihrer Ankunft in Paris nimmt Anya ihren ganzen Mut zusammen und hofft, endlich ihre Vergangenheit zu finden („Journey to the Past“).

### Zweiter Akt
Im zweiten Akt verlagert sich die Handlung nach Paris, das einen berauschenden, ersten Eindruck auf die drei Reisenden macht („Paris Holds the Key (to Your Heart)“). Anya besucht die Pont Alexandre III, die nach dem Gemahl Maria Fjodorownas benannt wurde und erinnert sich vage an deren Versprechen, mit ihr über diese Brücke zu gehen („Crossing a Bridge“). Die alte Dame hat inzwischen nach mehreren Betrügerinnen die Hoffnung aufgegeben, Anastasia jemals wieder zu sehen („Close the Door“). Ihre Zofe Lily Malevsky-Malevitch hält sich mit anderen, exilierten russischen Adligen im Neva Club auf („Land of Yesterday“). Als Vlad sie findet, ist auch Gleb in Paris angekommen. Trotz ihres Ärgers, dass Vlad einst ihre Juwelen stahl, lässt Lily ihre Romanze mit ihm wieder aufleben („The Countess and the Common Man“). Sie stimmt zu, Anya ein Treffen mit der Großfürstin auf dem Ballett „Schwanensee“ am nächsten Abend zu ermöglichen, doch Vlad lässt die Karten fallen. Gleb, der sie belauscht hat, hebt die Karten auf („Land of Yesterday Reprise“).
Nachts hat Anya einen Albtraum von der Ermordung der Zarenfamilie („A Nightmare“). Dmitry tröstet sie und erzählt ihr von einer Erinnerung an Anastasia, vor der er sich als Kind bei einer Parade verbeugte. Auch Anya erinnert sich an diese Begebenheit und beide erkennen, dass sie tatsächlich die überlebende Zarentochter ist („In a Crowd of Thousands“). Vlad bemerkt während des Balletts zu seinem Bedauern, dass die beiden sich ineinander verliebt haben („Meant to Be“). Anya und Maria Fjodorowna sehen und erkennen einander, doch die Großfürstin will nicht noch einmal enttäuscht werden. Dmitry und Gleb denken über ihre jeweiligen Gefühle für Anya nach („Quartet at the Ballet“). Lily, die Anya als Anastasia erkannt hat, bringt sie nach der Veranstaltung zu Maria Fjodorowna. Dmitry ist trotz seiner Gefühle für Anya bereit, sie gehen zu lassen, damit sie bei ihrer Verwandten sein kann („Everything to Win“). Bei diesem Treffen erfährt Anya jedoch, dass Dmitry und Vlad sie benutzen wollten, um die Belohnung einzuheimsen und stürmt zornig hinaus. Dmitry überzeugt die Großfürstin schließlich mit einem Wutausbruch, Anya zu sehen. In deren Hotelzimmer kommt es letztendlich zur Konfrontation zwischen Maria und Anya. Wütend über Marias kalte Behandlung vergleicht Anya sie mit der Großmutter, die sie gekannt hat und erinnert sich plötzlich an den Abschied von ihr. Beim Anblick der Spieldose glaubt die Großfürstin ihr. Zum ersten Mal seit Marias Abreise aus Sankt Petersburg sehen sich Großmutter und Enkelin wieder („Once Upon a December Reprise“).
Am nächsten Morgen findet eine Pressekonferenz statt, bei der Vlad und Lily sich mit neugierigen Reportern auseinandersetzen müssen („The Press Conference“). Vor der öffentlichen Präsentation zögert Anya, unsicher, ob sie ein Leben als Prinzessin führen will. Ihre Großmutter versichert ihr jedoch, dass sie ihr beistehen wird, egal welche Entscheidung Anya trifft. Um einen klaren Kopf zu bekommen, zieht Anya sich zurück. Sie erkennt schließlich, dass sie Dmitry liebt, der auf die Belohnung verzichtet hat („Everything to Win Reprise“). Als sie ihm nachgehen will, schleicht Gleb sich in ihr Zimmer und verschließt die Tür. Er hat Order, sie zu töten, und fühlt sich verpflichtet, das Werk seines Vaters zu vollenden. Mittlerweile erinnert Anya sich an den Mord der Romanows. Furchtlos fordert sie ihn auf, sie umzubringen, damit sie endlich ihre Familie wiedersieht. Gleb muss feststellen, dass er im Gegensatz zu seinem Vater keinen kaltblütigen Mord begehen kann und lässt sie gehen („Still / The Neva Flows Reprise“). Gemeinsam mit Maria verkündet er der Öffentlichkeit, dass die Suche nach Anastasia aufgegeben und die Belohnung gespendet wird. Inzwischen findet Anya Dmitry auf der Pont Alexandre III. Zusammen verlassen sie Paris, gefeiert von den Geistern der Romanows („Finale“).

## Entstehungsgeschichte
Bereits 2012 trat ein russischer Produzent an Stephen Flaherty und Lynn Ahrens mit dem Vorschlag heran, den Zeichentrickfilm zu einem Musical umzuarbeiten. Obwohl diese Zusammenarbeit nicht zustande kam, wandten sich Flaherty und Ahrens an Terrence McNally, der wie sie der Meinung war, dass der Film nicht eins zu eins auf die Bühne übertragen werden konnte. Man versuchte sich an einem reiferen, historisch korrekteren Ansatz, weshalb McNally auch die Verfilmung Anastasia aus dem Jahr 1956 mit Ingrid Bergman zu Rate zog. So wurde beispielsweise die Figur des bösen Zauberers Rasputin gestrichen, da er zur Zeit der Oktoberrevolution bereits tot war. Stattdessen wurde ein Offizier der Tscheka, Gleb Vaganov, als Widersacher der Heldin konzipiert. Auch wurde beschlossen, den ersten Akt in Russland und den zweiten in Frankreich spielen zu lassen, um die Unterschiede der beiden Länder in den frühen 20er Jahren aufzuzeigen.
Noch im selben Jahr fand eine Lesung für die frühe Version des Musicals statt. Angela Lansbury, die bereits im Zeichentrickfilm Anastasias Großmutter dargestellt hatte, übernahm diese Rolle erneut. Für die Rolle der Anya/Anastasia wurde Kelli Barrett engagiert, die Rolle des Dmitry übernahm Aaron Tveit. Aus dem Zeichentrickfilm wurden sechs Lieder in das Musical übernommen, darunter das oscarnominierte Journey to the Past (deutsch: Reise durch die Zeit) und das für einen Golden Globe Award nominierte Once Upon a December (deutsch: Es war einmal im Dezember). Zusätzlich wurden noch 16 neue Stücke geschrieben. Laut Regisseur Darko Tresnjak behielten sie „das Beste aus dem Zeichentrickfilm bei, aber es ist tatsächlich ein völlig neues Musical“.
Im März 2016 stand die Rollenbesetzung für die Hartford-Produktion fest. Die Titelrolle wurde mit Christy Altomare besetzt, während Dmitry von Derek Klena gespielt wurde. Manoel Felciano übernahm die Rolle des Gleb Vaganov, Mary Beth Peil die der Maria Fjodorowna. Vlad Popov wurde von John Bolton gespielt und Lily Malevsky-Malevitch, die auf der Zeichentrickfigur Sophie Stanislavovna Somorkov-Smirnoff basiert, von Caroline O’Connor. Am 13. Mai fand die Premiere statt, nachdem die ursprünglich geplante Premiere am 12. Mai wegen technischer Schwierigkeiten abgesagt werden musste. Bereits im Vorfeld hatte sich herauskristallisiert, dass das Stück im nächsten Frühjahr am Broadway übernommen werden würde. Hartford gab den Produzenten die Möglichkeit, noch einmal am Musical zu feilen und Mary Beth Peil bezeichnete es als ideale Vorstufe für New York. In einem Interview sagte Ahrens über den Arbeitsprozess:

„Es ist ein empfindliches Umfeld. Du arbeitest hart. Du bist müde. Du versuchst alles richtig zu machen. Und in New York sofort die Kritiker im Nacken zu haben, ist sehr entmutigend. Es ist sehr schwer, etwas gleich beim ersten Mal hundertprozentig hinzukriegen.“

Am 24. April 2017 wurde das Stück am Broadway uraufgeführt, nach wie vor mit Altomare in der Titelrolle. Einige Musikstücke wurden aus der Hartford-Produktion gestrichen oder umbenannt, einige Rollen umbesetzt. So wurde Gleb Vaganov nicht länger von Manoel Felciano, sondern von Ramin Karimloo gespielt. Karimloo selbst wurde am 5. Dezember 2017 durch Max von Essen ersetzt. Ab dem 26. März 2018 übernahmen Zach Adkins und Vicki Lewis die Rollen von Dmitry und Lily.

## Unterschiede zum Zeichentrickfilm
- Anastasia erhält als Abschiedsgeschenk von ihrer Großmutter eine Spieldose, keinen Schlüssel.
- Beim Tod ihrer Familie ist Anastasia bereits siebzehn Jahre alt und erlebt den Mord mit.
- Während der Oktoberrevolution befindet sich Anastasias Großmutter schon in Paris, nicht mehr in Sankt Petersburg.
- Dmitry gehört im Musical nicht zu den ehemaligen Bediensteten der Zarenfamilie. Stattdessen sind er und Anastasia sich als Kinder einmal bei einer Parade begegnet.
- Anastasias Hund Pooka, Rasputin und dessen sprechende Fledermaus Bartok fehlen im Musical.
- Anastasias Gegenspieler im Musical ist Gleb Vaganov, dessen Figur eigens für das Stück erfunden wurde. Er ist dem Regime treu ergeben, fühlt sich aber gleichzeitig zu Anya hingezogen und spürt Gewissensbisse für die Taten seines Vaters.
- Nach ihrer Flucht aus dem Zug reisen Anya, Dmitry und Vlad zu Fuß weiter, nicht per Schiff.
- Sophie Stanislavovna Somorkov-Smirnoff wurde für das Musical umbenannt in Lily Malevsky-Malevitch.
- Anya singt „Journey to the Past“ kurz vor ihrer Ankunft in Paris statt während ihres Wegs nach Sankt Petersburg.

## Titelliste

### Hartford-Produktion
In der Hartford-Produktion wurden teilweise andere Titel gesungen als in der endgültigen Broadway-Version.
| Erster Akt - Prologue: Once Upon a December – Maria Fjodorowna und sechsjährige Anastasia - Dance of the Romanovs – Ensemble - A Rumor in St. Petersburg – Dmitry, Vlad und Ensemble - In My Dreams – Anya - The Rumors Never End – Ensemble - A Simple Thing – Gleb und Ensemble - Learn to Do It – Vlad, Anya und Dmitry - Anya – Gleb - The Neva Flows – Ensemble - My Petersburg – Dmitry und Anya - Once Upon a December – Anya und Ensemble - In my Dreams Reprise – Anya - Stay, I Pray You – Graf Ipolitov, Anya, Dmitry, Vlad und Ensemble - We’ll Go From There – Vlad, Anya, Dmitry und Ensemble - Travelling Sequence – Gorlinsky, Anya, Dmitry und Vlad - Still – Gleb - Journey to the Past – Anya | Zweiter Akt - Paris Holds the Key (To Your Heart) – Vlad, Dmitry, Anya und Ensemble - Crossing a Bridge – Anya - Close the Door – Maria - Land of Yesterday – Lily und Ensemble - The Countess and the Common Man – Vlad und Lily - A Nightmare – Romanovkinder, Zar und Zarin - In a Crowd of Thousands – Dmitry und Anya - I Never Should Have Let Them Dance – Vlad - Quartet at the Ballet – Anya, Dmitry, Maria und Gleb - Everything to Win – Dmitry - Once Upon a December Reprise – Anya und Maria - The Press Conference – Lily, Vlad und Ensemble - Everything to Win Reprise – Anya - A Simple Thing Reprise – Gleb and Ensemble - In a Crowd of Thousands Reprise – Anya und Dmitry - Finale – Maria, Gleb und Ensemble |

### Broadway
Für die endgültige Version am Broadway wurden einige Titel der Hartford-Produktion gestrichen bzw. umbenannt.
| Erster Akt - Prologue: Once Upon a December – Maria Fjodorowna und sechsjährige Anastasia - The Last Dance of the Romanovs – Ensemble - A Rumor in St. Petersburg – Dmitry, Vlad und Ensemble - In My Dreams – Anya - The Rumors Never End – Gleb und Ensemble - Learn to Do It – Vlad, Anya und Dmitry - The Neva Flows – Gleb und Anya - The Neva Flows Reprise – Ensemble - My Petersburg – Dmitry und Anya - Once Upon a December – Anya und Ensemble - A Secret She Kept – Anya - Stay, I Pray You – Graf Ipolitov, Anya, Dmitry, Vlad und Ensemble - We’ll Go From There – Vlad, Anya, Dmitry und Ensemble - Travelling Sequence – Gorlinsky, Anya, Dmitry und Vlad - Still – Gleb - Journey to the Past – Anya | Zweiter Akt - Paris Holds the Key (To Your Heart) – Vlad, Dmitry, Anya und Ensemble - Crossing a Bridge – Anya - Close the Door – Maria - Land of Yesterday – Lily und Ensemble - The Countess and the Common Man – Vlad und Lily - Land of Yesterday Reprise – Gleb - A Nightmare – Romanovkinder, Zar und Zarin - In a Crowd of Thousands – Dmitry und Anya - Meant to Be – Vlad - Quartet at the Ballet – Anya, Dmitry, Maria und Gleb - Everything to Win – Dmitry - Once Upon a December Reprise – Anya und Maria - The Press Conference – Lily, Vlad und Ensemble - Everything to Win Reprise – Anya - Still / The Neva Flows Reprise – Gleb, Anya und Ensemble - Finale – Maria, Gleb und Ensemble |

### Deutschland
Für die deutsche Inszenierung wurden die Broadway-Songs ins Deutsche übersetzt.
| Erster Akt - Prologue: Im Dezember vor Jahren – Zarenmutter, junge Anastasia & Ensemble - Der letzte Tanz der Romanovs – Ensemble - Was man redet in St. Petersburg – Dmitri, Wlad & Ensemble - Im Traum – Anja und Frauenensemble - Gerüchte überall – Gleb & Ensemble - Du kannst es dir merken – Wlad, Anja und Dmitri - Die Neva fließt – Gleb & Anja - Die Neva fließt (Reprise) – Männerensemble - Mein Petersburg – Dmitri & Anja - Im Dezember vor Jahren – Anja & Ensemble - Jemand, dem ich vertraue – Anja - Mein Land – Graf Ipolitow, Anja, Dmitri, VWlad & Ensemble - Dann sehen wir mal – Anya, Dmitri, Wlad & Ensemble - Reisesequenz – Gleb, Gorlinsky, Anja, Dmitri und Wlad - Doch – Gleb - Reise durch die Zeit – Anja | Zweiter Akt - Paris – Wlad, Dmitri, Anja & Ensemble - Paris (Reprise) – Anja - Schliess die Türe – Zarenmutter - Land, das einmal war – Lily & Ensemble - Die Gräfin und der Bürgersmann – Wlad & Lily - Land, das einmal war – Wlad, Lily & Gleb - Ein Albtraum – Anja & Ensemble - Unter all den Menschen – Dmitri & Anja - Im Ballett / Es ist soweit – Wlad - Quartett beim Ballett – Anja, Dmitri, Zarenmutter, Gleb & Ensemble - Wir können nur gewinnen – Dmitri - Im Dezember vor Jahren (Reprise) – Anja & Zarenmutter - Die Pressekonferenz – Lily, Wlad & Ensemble - Wir können nur gewinnen (Reprise) – Anja & Gleb - Doch / Die Newa fließt (Reprise) – Gleb & Ensemble - Finale – Ensemble |

## Aufführungen
| Land               | Aufführungsort | Premiere           | Derniere                                    | Theater                                        | Aufführungen |
| ------------------ | -------------- | ------------------ | ------------------------------------------- | ---------------------------------------------- | ------------ |
| Vereinigte Staaten | Broadway       | 24. April 2017     | 31. März 2019                               | Broadhurst Theatre                             | 808          |
| Vereinigte Staaten | Tournee        | 12. Oktober 2018   | offen                                       |                                                |              |
| Spanien            | Madrid         | 10. Oktober 2018   | 07. März 2020 (infolge der Corona-Pandemie) | Teatro Coliseum                                |              |
| Deutschland        | Stuttgart      | 15. November 2018  | 13. Oktober 2019                            | Stage Palladium Theater                        | 376          |
| Niederlande        | Scheveningen   | 22. September 2019 | 22. März 2020 (infolge der Corona-Pandemie) | AFAS Circustheater                             |              |
| Österreich         | Linz           | 10. September 2022 | 06. April 2023                              | Landestheater Linz                             |              |
| Deutschland        | Mainz          | 07. Juni 2024      | 28. Juni 2024                               | Musical Inc. Theater im P1                     | 16           |
| Deutschland        | Tübingen       | 16. Mai 2025       | 24. Mai 2025                                | Musical Academy Tübingen Kulturhalle Dußlingen | 6            |

## Besetzung
| Aufführungen                   | Broadway (2017)   | Stuttgart (2018)      | Scheveningen (2019)   | Tübingen (2025)    |
| ------------------------------ | ----------------- | --------------------- | --------------------- | ------------------ |
| Anja                           | Christy Altomare  | Judith Caspari        | Tessa Sunniva van Tol | Michelle Trifonov  |
| Dimitri                        | Derek Klena       | Milan van Waardenburg | Milan van Waardenburg | Yannick Huber      |
| Gleb Vaganov                   | Ramin Karimloo    | Mathias Edenborn      | René van Kooten       | Johannes Kahlhöfer |
| Wlad Popov                     | John Bolton       | Thorsten Tinney       | Ad Knippels           | Konrad Lenhard     |
| Gräfin Lily Malevsky-Malevitch | Caroline O’Connor | Jacqueline Braun      | Ellen Evers           | Annika Zacharias   |
| Zarenmutter Maria Feodorovna   | Mary Beth Peil    | Daniela Ziegler       | Gerrie van der Klei   | Anna Nill          |

Während der Stuttgarter Spielzeit kam es zu folgenden Besetzungsänderungen: Ab Mai 2019 übernahmen Masha Karell die Erstbesetzung als Zarenmutter und Patricia Nessy die Erstbesetzung als Lily. Ab Juli 2019 übernahm Thomas Hohler die Erstbesetzung als Dimitri.

## Kritiken und Rezensionen
Obwohl die Hartford-Produktion beim Publikum so beliebt war, dass mehrere zusätzliche Aufführungen stattfanden, bezeichneten Kritiker sie als „uneinheitlich, unaufrichtig, unsicher“. Auch die veränderte Version am Broadway erhielt gemischte Kritiken. So urteilte The New York Times, dass nicht nur die Heldin, sondern auch das Stück an einer Identitätskrise leide, da es zwischen Elementen des Zeichentrickfilms und der Verfilmung mit Ingrid Bergman hin- und herschwanke. Auch wurde die Länge von fast zweieinhalb Stunden bemängelt.
Der Hartford Courant lobte, dass das Stück nach den Veränderungen für die Broadway-Produktion „sich selbst gefunden hat.“ Die Unregelmäßigkeiten wären geglättet worden und es „spricht und singt nun mit einer kräftigeren Stimme“. The Hollywood Reporter bezeichnete das Musical als „kitschige, altmodische Unterhaltung in relativ kultivierter Darstellung und man muss seinen Erfolg anerkennen, wenn die Zielgruppe wie aufs Stichwort schmachtet.“ Beifall erhielten die Kostüme und Christy Altomares gesangliche Leistung.

## Auszeichnungen
- Connecticut Critics Circle Award für Herausragende Produktion eines Musicals
- Connecticut Critics Circle Award für Herausragende Hauptdarstellerin in einem Musical (Christy Altomare)
- Connecticut Critics Circle Award für Herausragende Regie eines Musicals (Darko Tresnjak)
- Connecticut Critics Circle Award für Herausragende Choreographie (Peggy Hickey)
- Connecticut Critics Circle Award für Herausragendes Kostümdesign (Linda Cho)
- Connecticut Critics Circle Award für Herausragendes Beleuchtungsdesign (Donald Holder)
- Connecticut Critics Circle Award für Herausragendes Projektionsdesign (Aaron Rhyne)
- Drama Desk Award für Herausragendes Projektionsdesign (Aaron Rhyne)
- Outer Critics Circle Award für Herausragendes Projektionsdesign (Aaron Rhyne)
- Theatre World Award für Herausragendes Broadway Debüt (Christy Altomare)